# انتخابات سراسری بحرین (۲۰۲۲)
انتخابات سراسری بحرین (۲۰۲۲) قرار است در ۱۲ نوامبر ۲۰۲۲ برای انتخاب ۴۰ عضو مجلس نمایندگان در بحرین برگزار شود.

## نظام انتخاباتی
۴۰ عضو مجلس نمایندگان از حوزه‌های تک نفره با استفاده از نظام انتخاباتی دومرحله‌ای انتخاب می‌شوند. اگر هیچ یک از نامزدها نتوانست اکثریت آرای انتخابات را در دور اول کسب کند، دور دوم برگزار می‌شود.